# Satoshi Ōmura

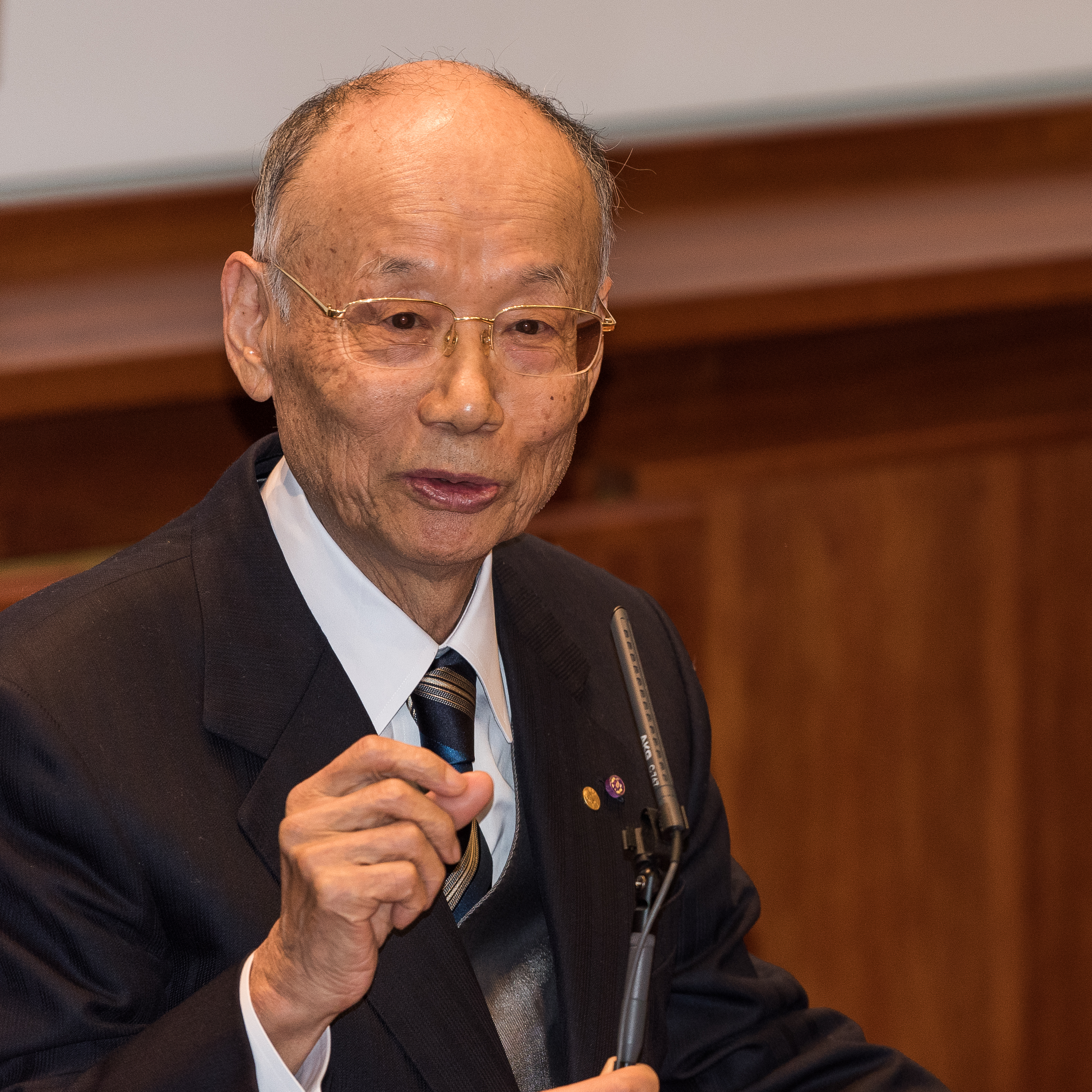
Satoshi Ōmura (2015)

Satoshi Ōmura (japanisch 大村 智, Ōmura Satoshi; * 12. Juli 1935 in der Präfektur Yamanashi) ist ein japanischer Biochemiker und Nobelpreisträger. Er ist bekannt für die Entdeckung und Entwicklung verschiedener ursprünglich in Mikroorganismen vorkommender Pharmazeutika.

## Leben
Ōmura studierte Chemie an der Naturwissenschaftlichen Universität Tokio, wo er 1963 seinen Diplomabschluss machte und 1968 in Pharmazie promoviert wurde sowie 1970 in Chemie. Ab 1963 forschte er an der Universität Yamanishi und ab 1965 war er am Kitasato-Institut in Tokio. 1990 bis 2008 war er dessen Präsident. Er ist außerdem seit 2005 Professor an der Wesleyan University.
Er ist bekannt für die Entwicklung neuer Techniken in der Kultivierung von Bakterien und Pilzen (wie das die Avermectine produzierende Bakterium Streptomyces avermetilis und dessen Gensequenzierung) und Techniken für die Suche nach neuen Arzneistoffen unter den Stoffwechselprodukten von Bakterien und Pilzen und deren Biosynthese. Insbesondere ist er für die Erforschung und Entwicklung von Antibiotika aus Makroliden bekannt (wie Avermectine). Avermectin und sein Derivat Ivermectin wurden ein sehr erfolgreiches Mittel gegen besonders in den Tropen verbreitete Wurmkrankheiten und andere Parasiten (ein Anthelminthikum gegen Nematoden und Ektoparasiten wie Läuse und Milben). Es dient im Rahmen eines Programms der Weltgesundheitsorganisation der Bekämpfung der Onchozerkose (Flussblindheit).
Er entdeckte über 400 biologisch aktive Substanzen, darunter Antibiotika (wie die Erythromycin-Derivate) und Enzym-Inhibitoren (wie den Proteinkinase-Inhibitor Staurosporin), die teilweise zu neuartigen Anti-Krebsmedikamenten führten, Medikamente für die Tiermedizin und Pflanzenschutzmittel.
Als Hobby spielt er Golf und ist Skiwanderer und widmet sich der Kalligraphie. Er ist in Japan ein bekannter Förderer japanischer Kunst.

## Ehrungen
1997 erhielt er die Robert-Koch-Medaille. Er erhielt außerdem die Charles-Thom-Medaille der Society for Industrial Microbiology, den Prinz-Mahidol-Preis in Thailand, den Nakanishi-Preis der japanischen und US-amerikanischen chemischen Gesellschaften, den Ernest Guenther Award (2005) der American Chemical Society, den Tetrahedron-Preis (2010), Person mit besonderen kulturellen Verdiensten (2012), den Hamao-Umezawa-Preis der International Society of Chemotherapy, den japanischen Akademie-Preis, den Canada Gairdner Global Health Award (2014) und den Nobelpreis für Physiologie oder Medizin (gemeinsam mit William C. Campbell und Tu Youyou, 2015), den Kulturorden (2015).
Er ist seit 1973 Mitherausgeber und seit 2004 Herausgeber des Journal of Antibiotics.
Er ist Mitglied der japanischen chemischen Gesellschaft, der American Society of Biochemistry and Molecular Biology und der Royal Society of Chemistry sowie der Leopoldina, der National Academy of Sciences, der Europäischen Akademie der Wissenschaften, der Chinesischen Akademie der Ingenieurwissenschaften, der Académie des sciences und der japanischen Akademie der Wissenschaften.
2007 wurde er Ritter der Ehrenlegion in Frankreich.

## Schriften
- Herausgeber: Macrolide Antibiotics: Chemistry, Biology and Practice. 2. Auflage, Academic Press, 2002